# Labeobarbus aeneus
Labeobarbus aeneus е вид лъчеперка от семейство Шаранови (Cyprinidae). Видът не е застрашен от изчезване.

## Разпространение и местообитание
Разпространен е в Лесото, Намибия и Южна Африка (Гаутенг, Западен Кейп, Източен Кейп, Мпумаланга, Северен Кейп, Северозападна провинция и Фрайстат). Реинтродуциран е в Зимбабве.
Обитава пясъчните дъна на сладководни басейни, реки и потоци.

## Описание
На дължина достигат до 50 cm, а теглото им е не повече от 7837 g.
Продължителността им на живот е около 12 години.